# Irene Fitzner
Irene Fitzner, född 14 november 1955, är en argentinsk friidrottare. Hon deltog vid olympiska sommarspelen 1972.